# Kulturministre fra Danmark
Dette er en liste over ministre for Kulturministeriet. 
| Kulturminister          | Parti                       | Tiltrædelse | Afgang     | Regeringer                                                                |
| ----------------------- | --------------------------- | ----------- | ---------- | ------------------------------------------------------------------------- |
| Julius Bomholt          | Socialdemokratiet           | 19.09.1961  | 26.09.1964 | Regeringen Jens Otto Krag I                                               |
| Hans Sølvhøj            | Socialdemokratiet           | 26.09.1964  | 28.11.1966 | Regeringen Jens Otto Krag II                                              |
| Bodil Koch              | Socialdemokratiet           | 28.11.1966  | 02.02.1968 | Regeringen Jens Otto Krag II                                              |
| Kristen Helveg Petersen | Det Radikale Venstre        | 02.02.1968  | 11.10.1971 | Regeringen Hilmar Baunsgaard                                              |
| Niels Matthiasen        | Socialdemokratiet           | 11.10.1971  | 19.12.1973 | Regeringen Jens Otto Krag III & Regeringen Anker Jørgensen I              |
| Nathalie Lind           | Venstre                     | 19.12.1973  | 13.02.1975 | Regeringen Poul Hartling                                                  |
| Niels Matthiasen        | Socialdemokratiet           | 13.02.1975  | 16.02.1980 | Regeringen Anker Jørgensen II, III & IV                                   |
| Lise Østergaard         | Socialdemokratiet           | 28.02.1980  | 10.09.1982 | Regeringen Anker Jørgensen IV & V                                         |
| Mimi Stilling Jakobsen  | Centrum-Demokraterne        | 10.09.1982  | 12.03.1986 | Regeringen Poul Schlüter I & II                                           |
| H.P. Clausen            | Det Konservative Folkeparti | 12.03.1986  | 03.06.1988 | Regeringen Poul Schlüter III                                              |
| Ole Vig Jensen          | Det Radikale Venstre        | 03.06.1988  | 18.12.1990 | Regeringen Poul Schlüter III                                              |
| Grethe Rostbøll         | Det Konservative Folkeparti | 18.12.1990  | 25.01.1993 | Regeringen Poul Schlüter IV                                               |
| Jytte Hilden            | Socialdemokratiet           | 25.01.1993  | 30.12.1996 | Regeringen Poul Nyrup Rasmussen I & II                                    |
| Ebbe Lundgaard          | Det Radikale Venstre        | 30.12.1996  | 23.03.1998 | Regeringen Poul Nyrup Rasmussen III                                       |
| Elsebeth Gerner Nielsen | Det Radikale Venstre        | 23.03.1998  | 27.11.2001 | Regeringen Poul Nyrup Rasmussen IV                                        |
| Brian Mikkelsen         | Det Konservative Folkeparti | 27.11.2001  | 10.09.2008 | Regeringen Anders Fogh Rasmussen I, II & III                              |
| Carina Christensen      | Det Konservative Folkeparti | 10.09.2008  | 23.02.2010 | Regeringen Anders Fogh Rasmussen III og Regeringen Lars Løkke Rasmussen I |
| Per Stig Møller         | Det Konservative Folkeparti | 23.02.2010  | 03.10.2011 | Regeringen Lars Løkke Rasmussen I                                         |
| Uffe Elbæk              | Det Radikale Venstre        | 03.10.2011  | 06.12.2012 | Regeringen Helle Thorning-Schmidt I                                       |
| Marianne Jelved         | Det Radikale Venstre        | 06.12.2012  | 28.06.2015 | Regeringen Helle Thorning-Schmidt I & II                                  |
| Bertel Haarder          | Venstre                     | 28.06.2015  | 28.11.2016 | Regeringen Lars Løkke Rasmussen II                                        |
| Mette Bock              | Liberal Alliance            | 28.11.2016  | 27.06.2019 | Regeringen Lars Løkke Rasmussen III                                       |
| Joy Mogensen            | Socialdemokratiet           | 27.06.2019  | 15.08.2021 | Regeringen Mette Frederiksen                                              |
| Ane Halsboe-Jørgensen   | Socialdemokratiet           | 16.08.2021  | 15.12.2022 | Regeringen Mette Frederiksen                                              |
| Jakob Engel-Schmidt     | Moderaterne                 | 15.12.2022  |            | Regeringen Mette Frederiksen II                                           |